# Talía, musa de la comedia

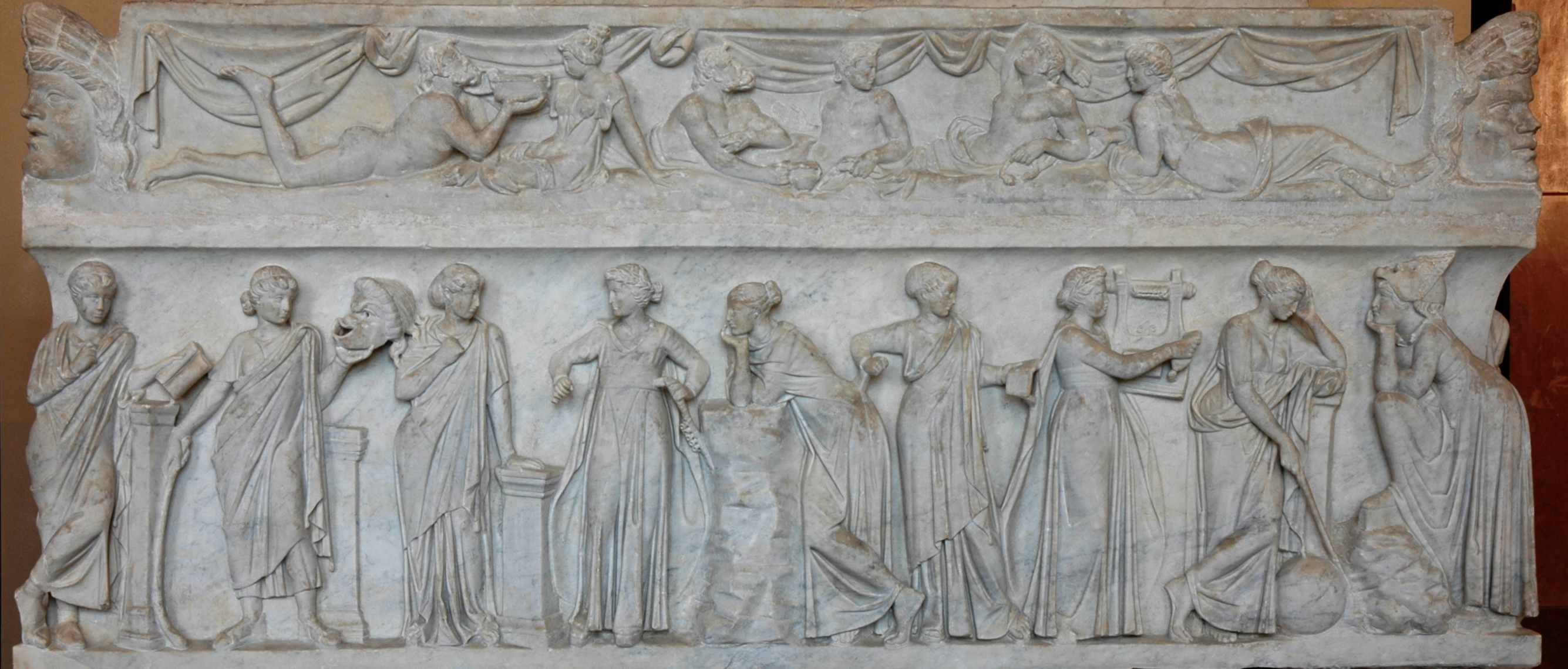
Sarcófago de las Musas,

Talía, musa de la comedia es un cuadro del pintor Giovanni Baglione.
Las musas eran reinas de las corrientes y manantiales transformadas posteriormente en divinidades de las artes y su técnica. Hijas de Zeus y Mnemosine, su nombre Talía significa floreciente.
Representadas solas o en grupos, fueron motivo de encargos y representaciones artísticas abundantes (Sarcófago de las Musas, Louvre) 
La diosa, recostada sobre un gran diván, con edificios clásicos en el fondo, se burla señalando con su mano una máscara, atributo que la identifica junto a la hiedra.